# Teoria da ferradura

A teoria da ferradura defende que a extrema-esquerda (far left) e a extrema-direita (far right) estão mais próximas entre si do que para o centro político.

A chamada teoria da ferradura é uma hipótese não-consagrada pela ciência política que argumenta que a extrema-esquerda e a extrema-direita, ao contrário de serem extremos opostos de um espectro político linear e contínuo, de fato acabam se aproximando, da mesma forma que as pontas de uma ferradura.[carece de fontes?] Proponentes da teoria alegam que há uma série de similaridades entre a extrema-esquerda e a extrema-direita, incluindo governos autoritários ou totalitaristas.[carece de fontes?] É atribuída ao livro Le Siècle des idéologies do escritor de ficção Jean-Pierre Faye.
A teoria da ferradura diverge-se do convencional espectro linear esquerda e direita, assim como de outros espectros políticos multidimensionais e tem sido alvo de críticas de ambos os espectros políticos, em especial daqueles que evitam qualquer similaridade com posições conflituosas, justamente por suas dissonâncias, mas também por aqueles que enxergam a teoria como uma simplificação ideológica, a qual ignoraria diferenças fundamentais nos dois campos políticos.[carece de fontes?]
Na área das ciências econômicas, argumenta-se que a teoria se sustenta por análises políticas vagas, por não considerarem que a oposição ao neoliberalismo feito pela extrema-direita e pela 'extrema-esquerda', são pautadas por razões diferentes. Simon Choat, chefe do Departamento de Economia na Universidade de Kingston, demonstra as diferenças fundamentais entre os posicionamentos radicais da esquerda e da direita sobre a globalização, sobre o neoliberalismo e as elites:
No que tange a esquerda sobre a questão da globalização, ela está preocupada com o fim do capitalismo agressivo e a solução da inequalidade econômica e política, e suas nefastas consequências. A solução é, portanto, interferir no capital e/ou permitir livre acesso da população, libertando-a da mesma maneira que é permitido a circulação de capital, bens e serviços. A esquerda quer uma globalização alternativa. Já para a direita, o problema com a globalização é o surgimento de um suposto bloco mundial que hegemonizaria todas as culturas e comunidades com políticas de inclusão socialistas – a solução seria proteger o capital nacional e outras medidas mais complexas quanto a imigração de indivíduos.— Simon Choat
Choat também argumenta que, embora os proponentes da teoria consigam apontar supostos exemplos de “coalizão” involuntária entre fascistas e comunistas, aqueles da extrema-esquerda geralmente se opõem a ascensão de regimes fascistas, seja em que país aconteça. Ao invés disso, ele argumenta, foram os centristas que apoiaram os regimes fascistas quando era necessário escolher entre estes ou regimes socialistas.

## Origem
Estudiosos da direita apontam sua origem na Teoria Centrista/Extremista, a partir de ideias dos sociólogos americanos Seymour Martin Lipset, Daniel Bell e outros fundadores do neoconservadorismo.

## Uso moderno
Em 2008, Josef Joffe, um distinto comentarista conservador do Hoover Institution, escreveu um ensaio, dizendo:

A globalização sobreviveria a sua própria perspectiva sombria? As assustadoras revoltas contra a globalização que precederam à crise de 2008, junto ao populismo, começaram a mostrar suas garras em meados da década. Os dois episódios mais dramáticos aconteceram na Alemanha e Áustria, onde o isolacionismo, protecionismo e redistribuição foram promovidos por partidos populistas. Na Alemanha, foi o populismo de extrema-esquerda ("Die Linke"); na Áustria foi um punhado de partidos de extrema-direita que abocanharam quase 30% das cadeiras nas eleições de 2008. A extrema-esquerda e a extrema-direita, juntos, mais uma vez, reforçam a teoria da “ferradura” na ciência política moderna; o ferro está se encurvando, os dois extremos quase se tocam.— Josef Joffe